# Karl Höchberg

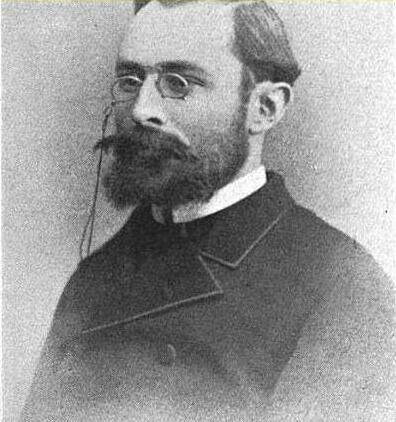
Karl Höchberg

Karl Höchberg (8 de septiembre de 1853 - 21 de junio de 1885) fue un escritor, editor y economista reformista alemán, de origen judío, que actuó bajo los seudónimos de Dr. Ludwig Richter y R. F. Seifert.
En 1876, se convirtió en miembro del Partido Obrero Socialdemócrata de Alemania (SDAP). De 1877 a 1878 fue responsable de la edición de la revista Zukunft ("Futuro"). Estuvo exiliado en Suiza a partir de 1878, primero para evitar el servicio militar obligatorio en Prusia, y luego debido a las leyes antisocialistas. Eduard Bernstein y Karl Kautsky fueron sus secretarios y alumnos en Zurich. Posteriormente, entre 1879 y 1881, fue editor del Jahrbuch für Sozialwissenschaft und Sozialpolitik ( "Anuario de ciencias sociales y política social").